# Hermann Adler
Hermann Adler, född 30 maj 1839 i Hannover, död 18 juli 1911 i London, var en brittisk rabbin.
Adler efterträdde 1891 sin far Nathan Marcus Adler som brittisk överrabbin, en post han innehade fram till sin död. Adler var strängt ortodox och stod i opposition mot den politiska sionismen.

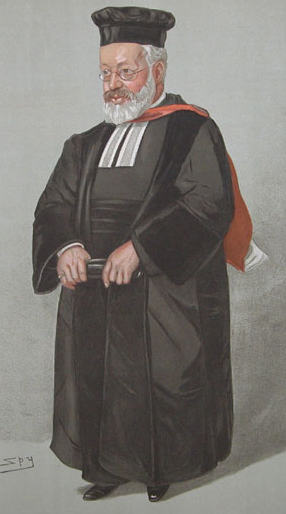
Hermann Adler, tecknad av Leslie Ward, 1904.